# Jonas Kanje
Jonas Fredrik Kanje, född 2 juli 1974 i Göteborg, är en svensk journalist. Sedan 2020 är han chefredaktör och ansvarig utgivare för Sydsvenskan.
Jonas Kanje studerade journalistik på Mittuniversitetet i Sundsvall 1992–1995, och arbetade under många år som reporter, redigerare, krönikör och arbetsledare på Barometern i Kalmar, på Sydsvenskan och tidningen City och samt därefter på Helsingborgs Dagblad, där han var chefredaktör mellan 2016 och 2020, innan han återvände till Sydsvenskan som chefredaktör.
Kanje är son till professorn i zoofysiologi Martin Kanje och sonson till Allan Kanje. Han är bosatt i Rydebäck, söder om Helsingborg.
Kanje är också framgångsrik amatörgolfare och har vunnit flera SM-medaljer.